# Parafia św. Stanisława Biskupa i Męczennika w Białaszewie
Parafia pw. Świętego Stanisława Biskupa i Męczennika w Białaszewie – parafia rzymskokatolicka należąca do dekanatu Grajewo, diecezji łomżyńskiej, metropolii białostockiej. 
Erygowana w 1532 roku. Jest prowadzona przez księży diecezjalnych.

## Obszar parafii

### Miejscowości i ulice
W granicach parafii znajdują się miejscowości:
- Białaszewo,
- Brzozowo,
- Brzozowa Wólka,
- Ciemnoszyje,
- Gackie,
- Klimaszewnica,
- Lipińskie,
- Łojki,
- Łosewo,
- Modzele,
- Okół,
- Pieniążki,
- Podlasek,
- Sienickie,
- Sojczyn Borowy,
- Sojczynek
- Sośnia.